# 弘法寺 (深圳市)

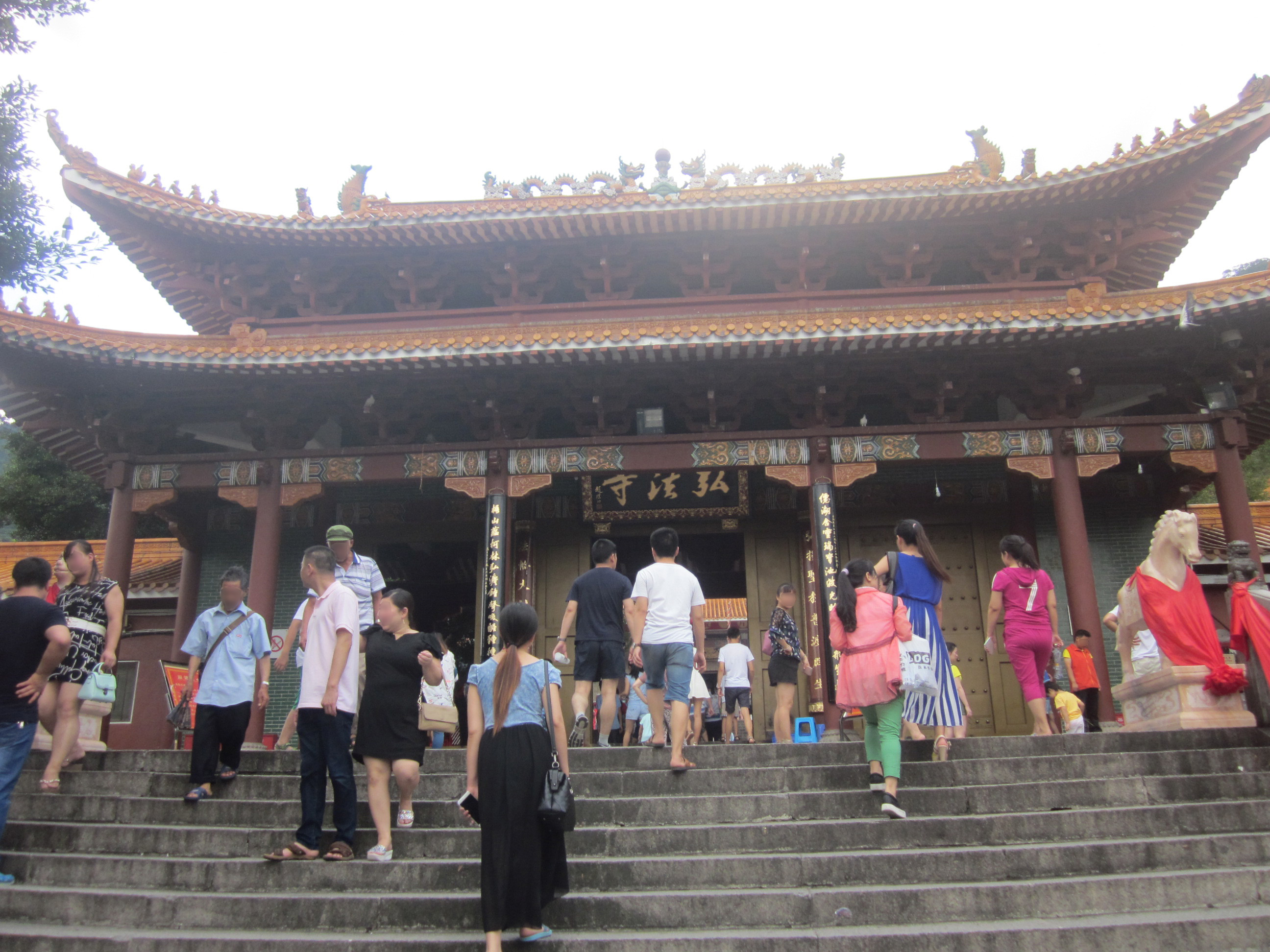
弘法寺の山門。

弘法寺（こうほうじ）は、中華人民共和国広東省深圳市羅湖区にある臨済宗の寺院。

## 歴史
1985年-1992年、湖北省黄州府黄岡県新洲出身の釈本煥により創建された。前座の天王殿の門に2000年の春、中国仏教協会栄誉会長釈本煥によって揮毫された「弘法寺」という題名扁額が掛けられている。
2001年11月24日に落成式および各仏像の開眼式が行われた。

## 伽藍
- 山門
- 大雄宝殿
- 天王殿
- 観音殿
- 地蔵殿
- 韋駄殿
- 伽藍殿
- 祖師殿
- 蔵経楼
- 仏教文化展覧楼
- 法堂
- 鐘楼
- 鼓楼

## 交通アクセス
382路（仙湖植物園-官竜村総站）、202（福田交通枢紐-仙湖植物園）等から徒歩10分。

## 歴代住職
- 釈本煥（初代）
- 釈印順（二代）